# Scrophularia oregana
Scrophularia oregana är en flenörtsväxtart som beskrevs av Francis Whittier Pennell. Scrophularia oregana ingår i släktet flenörter, och familjen flenörtsväxter. Inga underarter finns listade i Catalogue of Life.